# Schlacht von Blore Heath
St Albans – Blore Heath – Ludlow – Northampton – Wakefield – Mortimer’s Cross – St Albans – Ferrybridge – Towton – Hedgeley Moor – Hexham – Edgecote Moor – Losecote Field – Barnet – Tewkesbury – Bosworth Field – Stoke
Die Schlacht von Blore Heath war eine Schlacht der Rosenkriege am 23. September 1459. Die Armee des Hauses York unter der Führung von Richard Neville, 5. Earl of Salisbury trat gegen die Armee des Hauses Lancaster unter James Tuchet, 5. Baron Audley an. Die Schlacht endete mit einem Sieg des Hauses York.

## Historischer Hintergrund
Nach der ersten Schlacht von St Albans 1455 herrschte ein schwieriger Frieden in England. Versuche einer Versöhnung zwischen den Häusern Lancaster und York hatten nur wenig Erfolg. Beide Seiten waren misstrauisch gegenüber der anderen und rekrutierten bewaffnete Unterstützer. Die Königin (Margarete von Anjou) unterstützte weiterhin den König (Heinrich VI.), während die Yorkisten unter Richard Plantagenet, 3. Duke of York, viel anti-royale Unterstützung bekamen, obwohl das Erheben der Waffen gegen den König unter schwerer Strafe stand.
Die Armee der Yorkisten, die sich unter der Führung von Richard Neville, 5. Earl of Salisbury, in Middleham Castle in Yorkshire befand, musste sich mit der Hauptarmee der Yorkisten in Ludlow Castle in Shropshire vereinen. Salisbury marschierte südwestlich durch die Midlands. Die Königin befahl James Tuchet, 5. Baron Audley, eine Armee aufzustellen und ihm zu folgen.

## Ablauf der Schlacht
Audley wählte das dürre Heideland für einen Hinterhalt. Am Morgen des 23. September 1459, dem Tag der Heiligen Thekla, nahm eine Armee von 6.000 bis 12.000 Männern eine defensive Stellung hinter einer großen Hecke ein, welche am südwestlichen Ende von Blore Heath lag und in Richtung Newcastle-under-Lyme zeigte, die Richtung, aus der Salisbury kam.
Yorkistische Späher entdeckten Lancastrianische Banner über dem Rand der Hecke und warnten Salisbury sofort. Als sie in das Gehölz kamen, realisierte die Yorkistische Armee von etwa 3.000–6.000 Mann, dass eine viel größere feindliche Armee dort auf sie wartete. Salisbury befahl sofort, die Schlachtaufstellung einzunehmen, gerade außer Reichweite der Lancastrianischen Bogenschützen. Um die Männer auf der rechten Flanke zu schützen, ließ er die Versorgungswagen um sie herum aufstellen. Es wird überliefert, dass die Yorkistischen Soldaten, die einen Kampf fürchteten, aus Angst den Boden unter ihnen küssten, weil sie dachten, dass dies der Grund sei, auf dem sie sterben würden.
Die zwei Armeen waren durch etwa 300 Meter Heide getrennt, ein steilufriger und schnell fließender Bach floss zwischen ihnen. Dieser machte Audleys Position scheinbar unangreifbar.
Anfangs wollten beide Führer durch Verhandlungen ein Blutvergießen verhindern. Wie es in vielen spätmittelalterlichen Schlachten der Fall war, sollte der Konflikt damit beginnen, dass die Bogenschützen der beiden Seiten sich ein Duell lieferten. Das war allerdings wegen des Abstands zwischen beiden Heeren zwecklos.
Salisbury, der wusste, dass jeder Angriff über den Bach Selbstmord wäre, benutzte einen Trick, um den Gegner zum Angriff zu bringen. Er zog einen Teil seiner Mittelaufstellung zurück, sodass die Lancastrianer glauben sollten, dass sie sich zurückzogen. Die Lancastrianer starteten einen Angriff der Kavallerie. Daraufhin holte Salisbury seine Männer zurück, fing die Lancastrianer ab, als sie den Bach überqueren wollten, und fügte ihnen so große Verluste zu.
Die Lancastrianer zogen sich zurück und unternahmen dann einen zweiten Angriff, vielleicht um Gegenangriffe zu verhindern. Diesmal konnten viele Lancastrianer den Bach überqueren. Das führte zu einem heftigen Gefecht, in dem Audley selbst getötet wurde, vielleicht von Sir Roger Kynaston.
Der Tod Audleys bedeutete, dass der Befehl über die Lancastrische Armee an John Sutton, 1. Baron Dudley, fiel, der 4.000 Fußsoldaten den Angriff befahl. Als dieser Angriff ebenfalls misslang, wechselten etwa 500 Lancastrianer die Seiten und kämpften gegen ihre eigenen Männer. Damit kollabierte jeder bleibende Lancastrianische Widerstand, und die Yorkisten mussten nur die Schlacht erfolgreich beenden.
Die Schlacht dauerte bis in die Nacht hinein, in der die Yorkisten den Feind dazu brachten, meilenweit ins Hinterland zurückzuweichen.
Salisbury glaubte, dass Lancastrianischer Nachschub auf dem Weg war. Er schlug das Lager an einem Hügel in Market Drayton auf und beauftragte einen örtlichen Geistlichen, in Blore Heath zu bleiben und in bestimmten Abständen in der Nacht eine Kanone abzufeuern, damit die Lancastrianer glaubten, dass der Kampf noch weiterging.
Es heißt, dass 3.000 Männer in der Schlacht starben, davon 2.000 auf der Seite des Hauses Lancaster. Eine örtliche Legende besagt, dass der Bach, Hempmill Brook, noch 3 Tage nach der Schlacht rot von Blut war.
Eine weitere Legende besagt, dass Margarete von Anjou die Schlacht von einem Kirchturm im nahen Mucklestone beobachtete und floh, als sie sah, dass Audley geschlagen würde. Man sagt, sie habe den Schmied William Skelhorn beauftragt, die Hufeisen ihres Pferdes verkehrt herum anzubringen, um ihre Flucht zu verschleiern. Der Amboss dieses Schmiedes steht zur Erinnerung daran noch im Kirchhof von Mucklestone.

## Gedenken
Nach der Schlacht wurde ein Kreuz an dem Ort errichtet, wo Audley erschlagen wurde. 1765 wurde es durch ein Steinkreuz ersetzt, welches heute noch steht (Audley’s Cross). Audley wurde in der Darley Abtei in Derbyshire begraben.
Jedes Jahr im September wird an die Schlacht durch eine Nachstellung (Reenactment) erinnert.